# Winter Music Conference
O Winter Music Conference (WMC) é um festival de música eletrônica que acontece anualmente na cidade de Miami. É destinado a profissionais do mundo da música, tais como artistas, DJs, A&Rs, produtores, promotores, rádio e outras mídias.

## História
Fundada em 1985 por DJs, pela Record Pool, Louis Possenti e Bill Kelly, a Winter Music Conference teve lugar Fort Lauderdale Marriott em fevereiro de 1986. O principal evento é o International Dance Music Awards. O evento tem grande chamariz internacional.

## Demografia
O WMC é reconhecido por servir cerca de 60.000 visitantes durante uma semana. 3.726 representantes participaram da indústria em 2008, 65% dos presentes eram do sexo masculino e 35% eram do sexo feminino. A maioria dos presentes são dos Estados Unidos somando-se a 62%, 23% vieram da Europa, o Canadá representa 6%, 4% é formada por representantes da América Latina, e 1% dos artistas vieram da Ásia e de outros lugares do mundo.
Mais de 1,3 milhões de pessoas de 183 países (de 192 em todo o mundo) visualizaram o site do WMC em 2008. 62.000 participantes de 70 países estiveram presentes em Miami Beach para assistirem o WMC.

## Eventos
Existem mais de 500 eventos individuais durante a semana, a conferência tem lugar, em virtude da sua grande extensão e popularidade, o New York Times denominou-o "um dos mais esperados acontecimentos dos EUA". Os principais eventos são:
- WMC Seminars & Panels
- Ultra Music Festival
- The International Record Collectors Show (desde 2007)
- South Beach Sessions (desde 2008)
- International Dance Music Awards
- The Producers Forum (desde 1996)
- WMC Demo Listening Workshops
- WMC/DMC DJ Spin-off
- WMC On-Site Featured Events
- WMC Exhibits
- WMC Official and Sanctioned Events
- WMC Sample Sack
- The Guide
- The List
- Exhibit Hall
- WMC technology demonstrations.
- WMC VJ Challenge (desde 2009)